# Louis-Joseph Daumas
Pour les articles homonymes, voir Daumas.

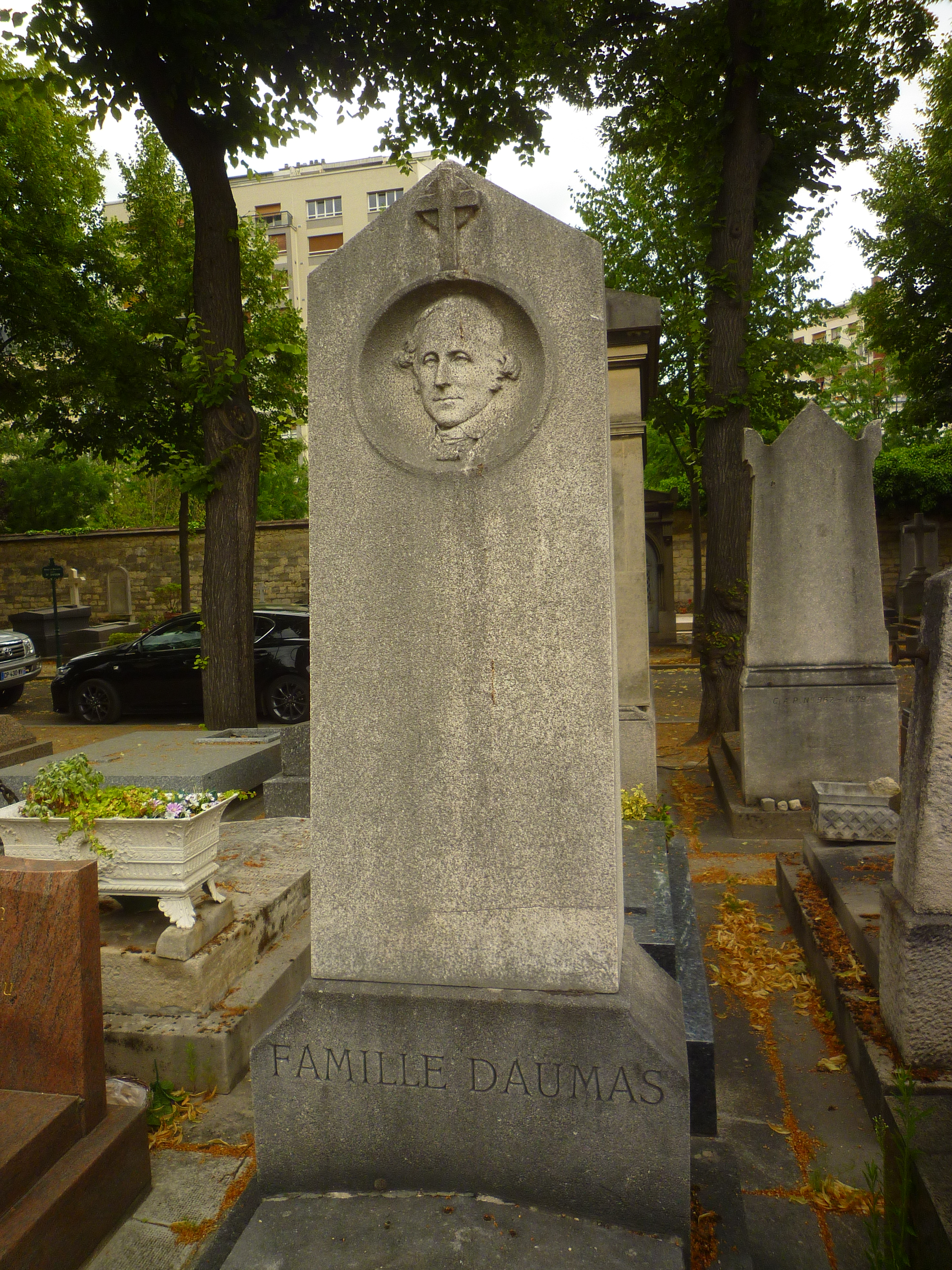
Tombe de Louis Daumas au cimetière du Montparnasse (div. 18), à Paris.

Louis-Joseph Daumas, né à Toulon le 24 janvier 1801 et mort à Paris le 22 janvier 1887, est un sculpteur et médailliste français.

## Biographie
Daumas étudie d'abord à l'atelier de l'arsenal de sa ville natale, puis, arrivé à Paris, il intègre l'École nationale supérieure des beaux-arts en 1826 où il a David d'Angers comme professeur. À partir de 1833 il expose régulièrement dans les Salons où ses travaux sont remarqués, il est surnommé Le Petit Puget. Il obtient plusieurs médailles de récompense.Il obtient plusieurs commandes officielles mais ne parvient pas à atteindre une notoriété de premier plan. Bien qu'inspirée par la fougue romantique, sa sculpture n'arrive pas à s'extraire d'un certain académisme.

## Œuvres
En Argentine
- Buenos Aires, place San Martin, Monument à José de San Martín, statue équestre en bronze (1862). Cette statue était à l'origine placée sur un simple piédestal et entourée d'une grille. L'inauguration a lieu le 13 juillet 1862. En 1909 le gouvernement argentin décide de placer cette statue dans une composition plus vaste et en confie la réalisation au sculpteur allemand Gustav Eberlein. La statue équestre de Daumas est alors placée sur un piédestal en marbre rouge orné de deux bas-reliefs et devant lequel est placée une statue en bronze du dieu Mars tenant de sa jambe gauche un condor, symbole de la victoire. Ce nouvel ensemble repose sur un socle parallélépipédique, également en marbre rouge et décoré de bas-reliefs, et aux quatre coins duquel sont placées des statues de bronze représentant Le Départ, La Bataille, la Victoire et Le Retour. Cette composition sera inaugurée le 27 mai 1910. Par la suite, de nombreuses copies de la seule statue sommitale équestre de Daumas sont réalisées. En 2016 on en dénombre 70 exemplaires dont 47 pour des villes d'Argentine et 13 offertes à différentes villes étrangères[2] dont : Cadix ; Madrid, parc de l'ouest[3] ; Paris, Parc Montsouris ; Bruxelles, Woluwe-Saint-Pierre ; New-York, Central Park[4], etc.

Au Chili
- Santiago, Monument à José de San Martín, statue équestre en bronze (1860). Cette statue coulée en France en 1860 arrive au Chili en 1861 mais ne sera inaugurée que le 5 avril 1863, jour anniversaire de la bataille de Maipú. Cette statue réalisée un peu avant celle de Buenos Aires présente avec cette dernière deux différences notables. Tout d'abord le général San Martin est représenté tenant de sa main droite un drapeau, alors que dans la version de Buenos Aires il montre de son index le chemin de la liberté. L'autre différence réside dans la queue du cheval qui, au lieu d'être en panache, est abaissée jusqu'au sol afin d'assurer à la structure une meilleure stabilité nécessitée par les risques sismiques du Chili nettement plus élevés qu'à Buenos Aires[5].

Les deux modèles de la statue équestre de Louis-Joseph Daumas
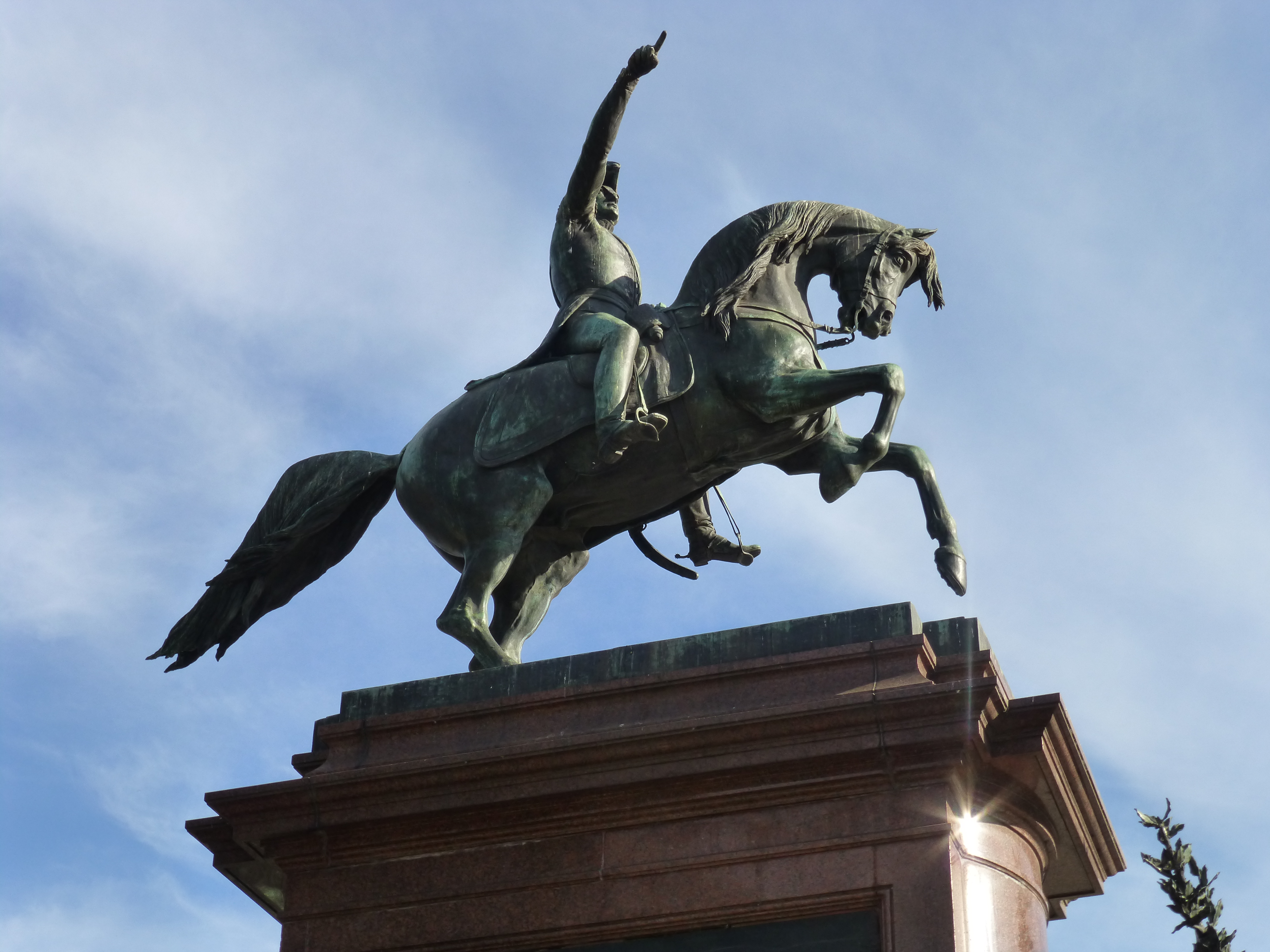
José de San Martín, Buenos Aires.
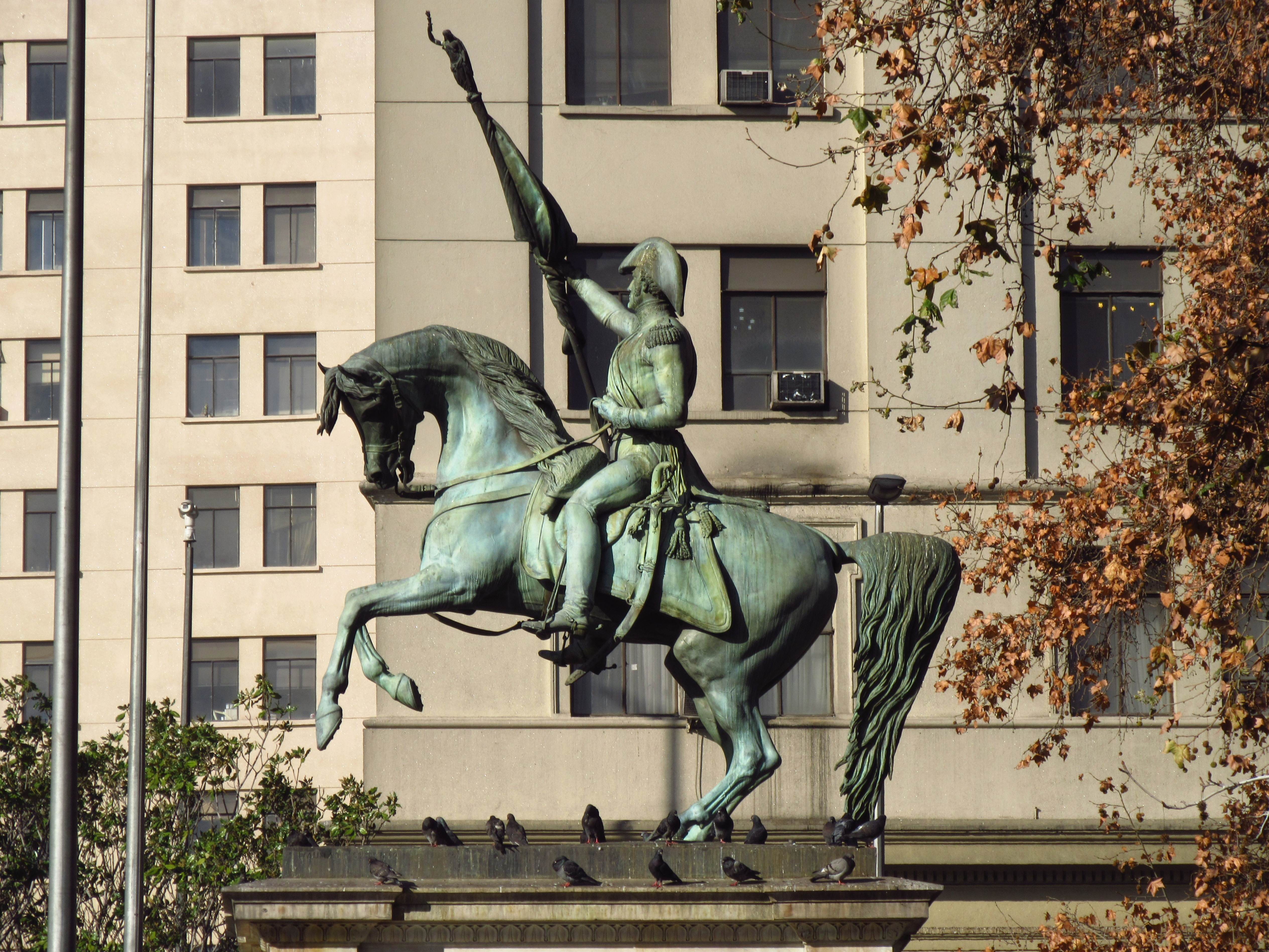
José de San Martín, Santiago du Chili.

En France
- Joseph Louis Hubac, buste en bronze, musée national de la Marine de Toulon
- Génie de la navigation (bronze), affublé par les Toulonnais du sobriquet de « Cul vers ville », que certains ont malheureusement associé par ignorance à l'amiral de Cuverville (né en 1843), socle décoré de bas-reliefs, sur le port de Toulon, érigée en 1847[6].
- Charles d'Anjou, statue en calcaire présentée au Salon de 1843, installée à Hyères[7].
- Jacques-Noël Sané, buste marbre, musée national de la Marine (dépôt du musée du Louvre)[8]
- Cavalier romain et son cheval : groupe relié en pierre, 1853, à l'extrémité rive gauche et côté aval, du Pont d'Iéna, cette statue fait partie de l'ensemble des quatre statues de guerriers (romain, arabe, gaulois, grec)[9],[10].
- François Eudes de Mézeray, 1857, statue en pierre de la façade du palais du Louvre[11]
- Aurelia Victorina, princesse gauloise, 1857, statue en marbre blanc, bassin des cascades du parc du Château de Fontainebleau[12]
- Joseph-Dominique d'Inguimbert, évêque de Carpentras, 1858, statue en bronze devant l'Hôtel Dieu de Carpentras[13]
- Deux anges supportant une couronne, 1865, bas-relief au dessus de la porte centrale de l'Église Saint-Thomas-d'Aquin de Paris.
- Neptune, 1866, statue pierre restaurée en 2010, parc de Saint-Cloud[14]
- Saint Vincent de Paul mettant sous la protection de la croix l'enfant abandonné, 1868, groupe relié en marbre blanc, Cathédrale Notre-Dame-du-Bourg de Digne[15]
- Ulrich Gering, 1872, buste en marbre bibliothèque Sainte-Geneviève, Paris[16],[17]
- Après la guerre, 1877, statue en marbre, Musée des beaux-arts d'Angers[18]

## Hommage
- Louis-Joseph Daumas a été nommé chevalier de la Légion d'honneur le 12 août 1868[19].

## Galerie

Œuvres de Louis-Joseph Daumas
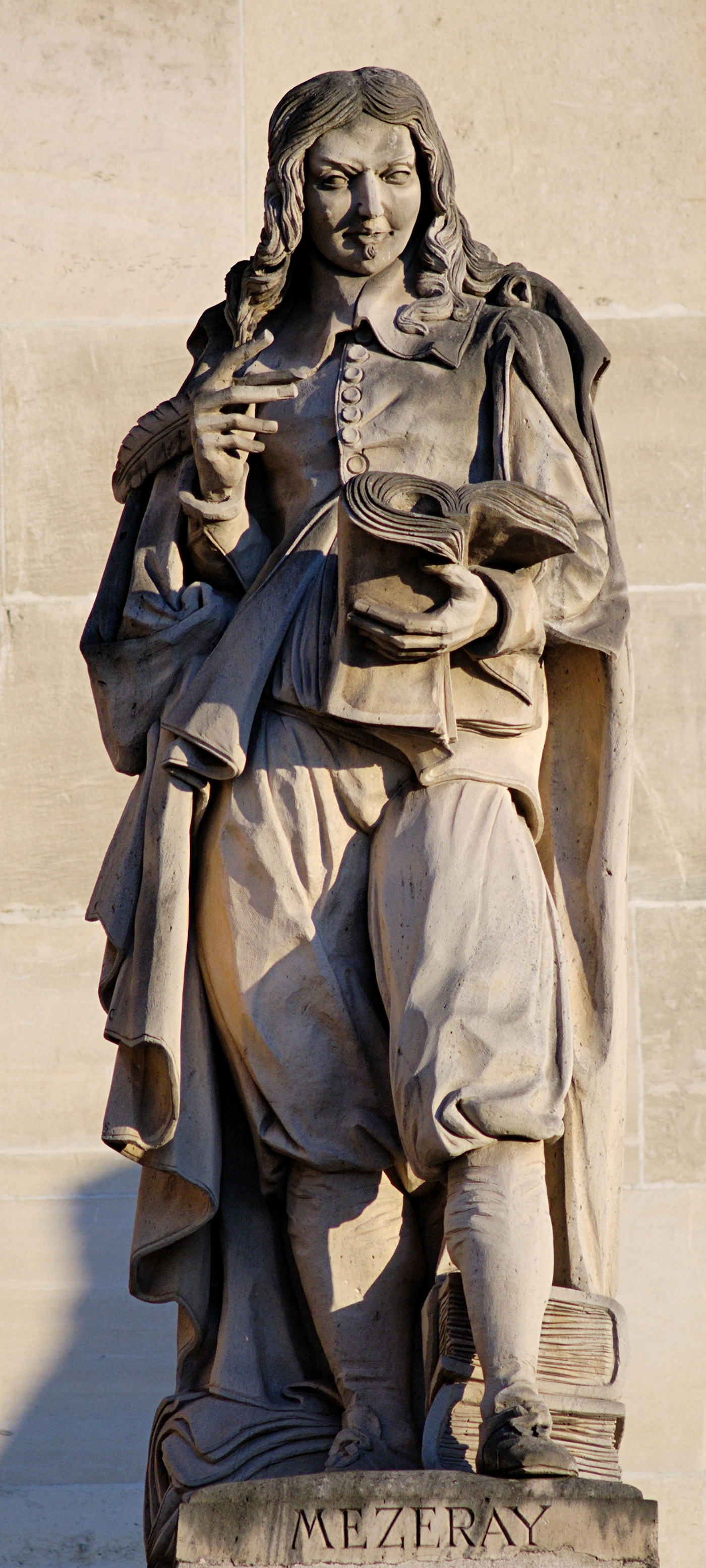
Eudes de Mézeray, palais du Louvre.
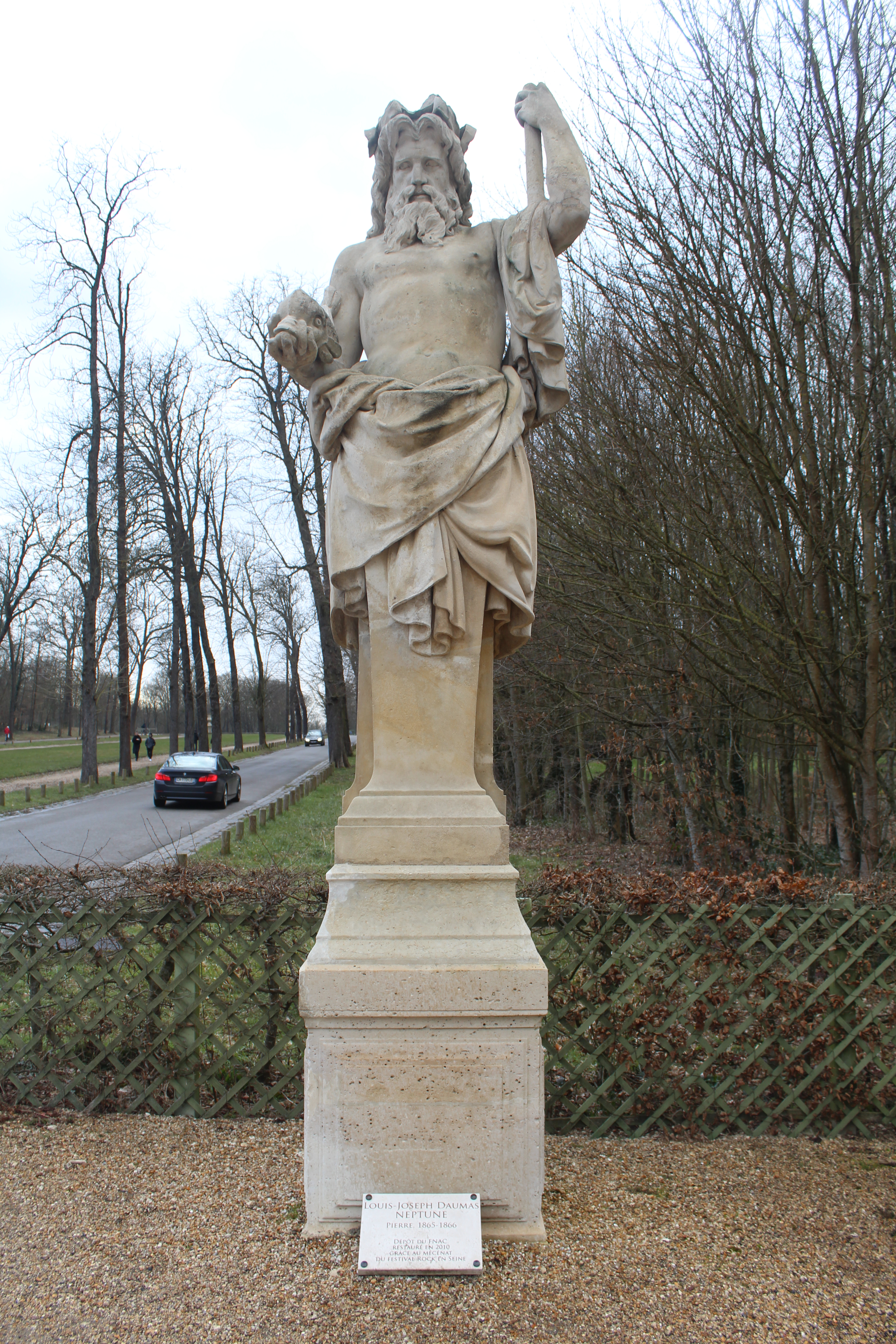
Neptune, Parc de Saint-Cloud.
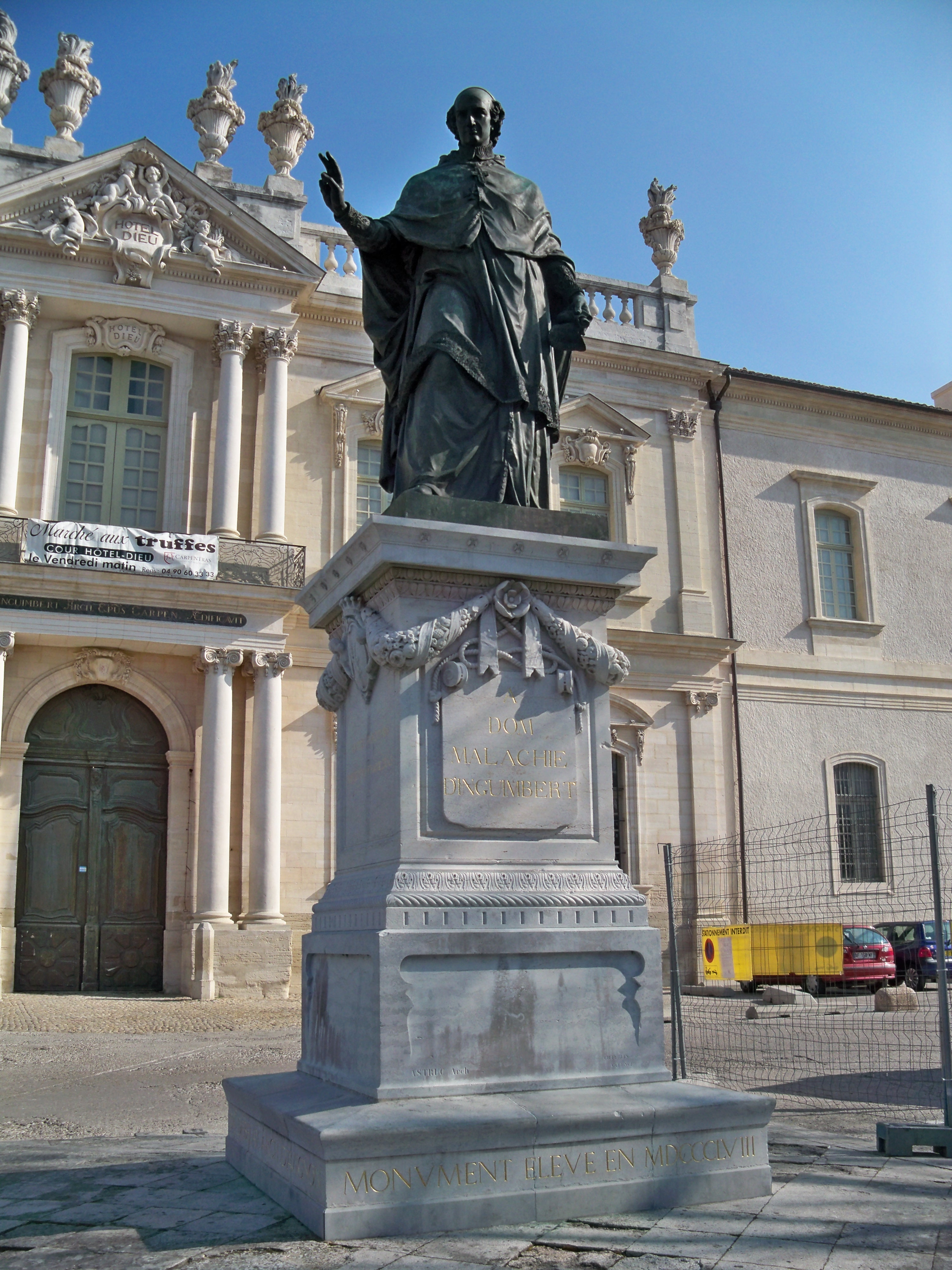
Joseph-Dominique d'Inguimbert, Carpentras.
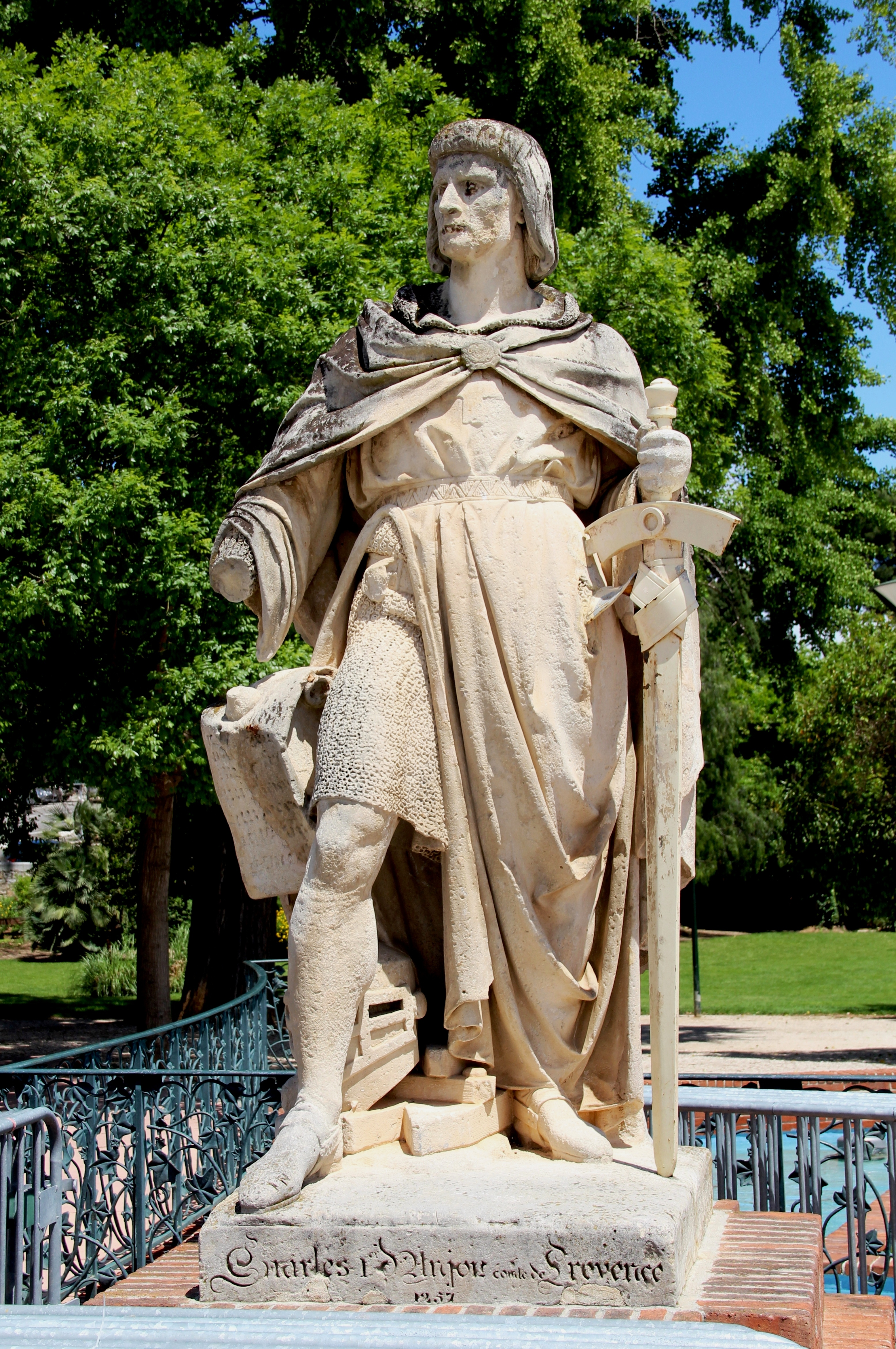
Charles d'Anjou, Hyères.
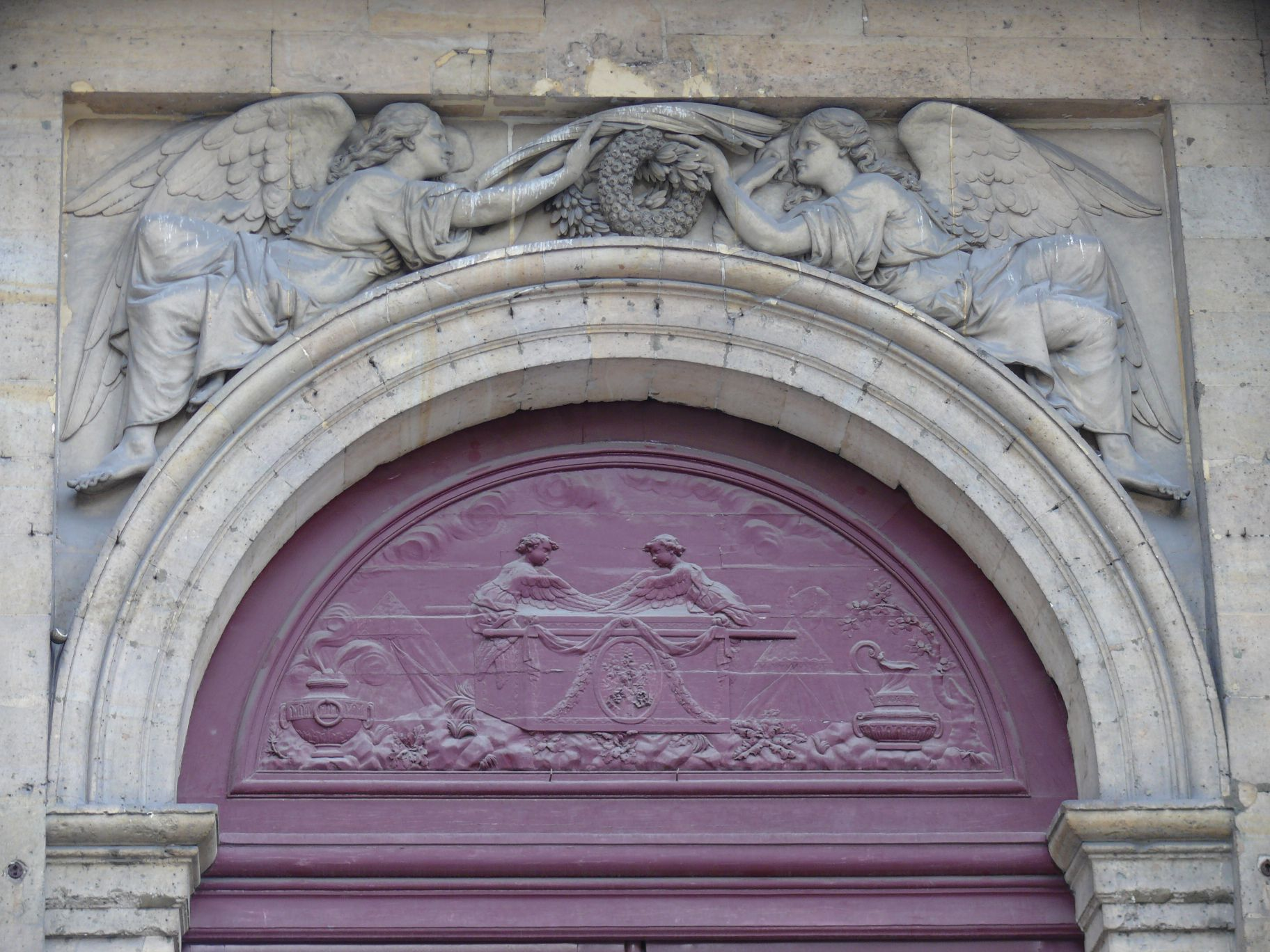
Deux anges supportant une couronne, Église Saint-Thomas-d'Aquin (Paris).
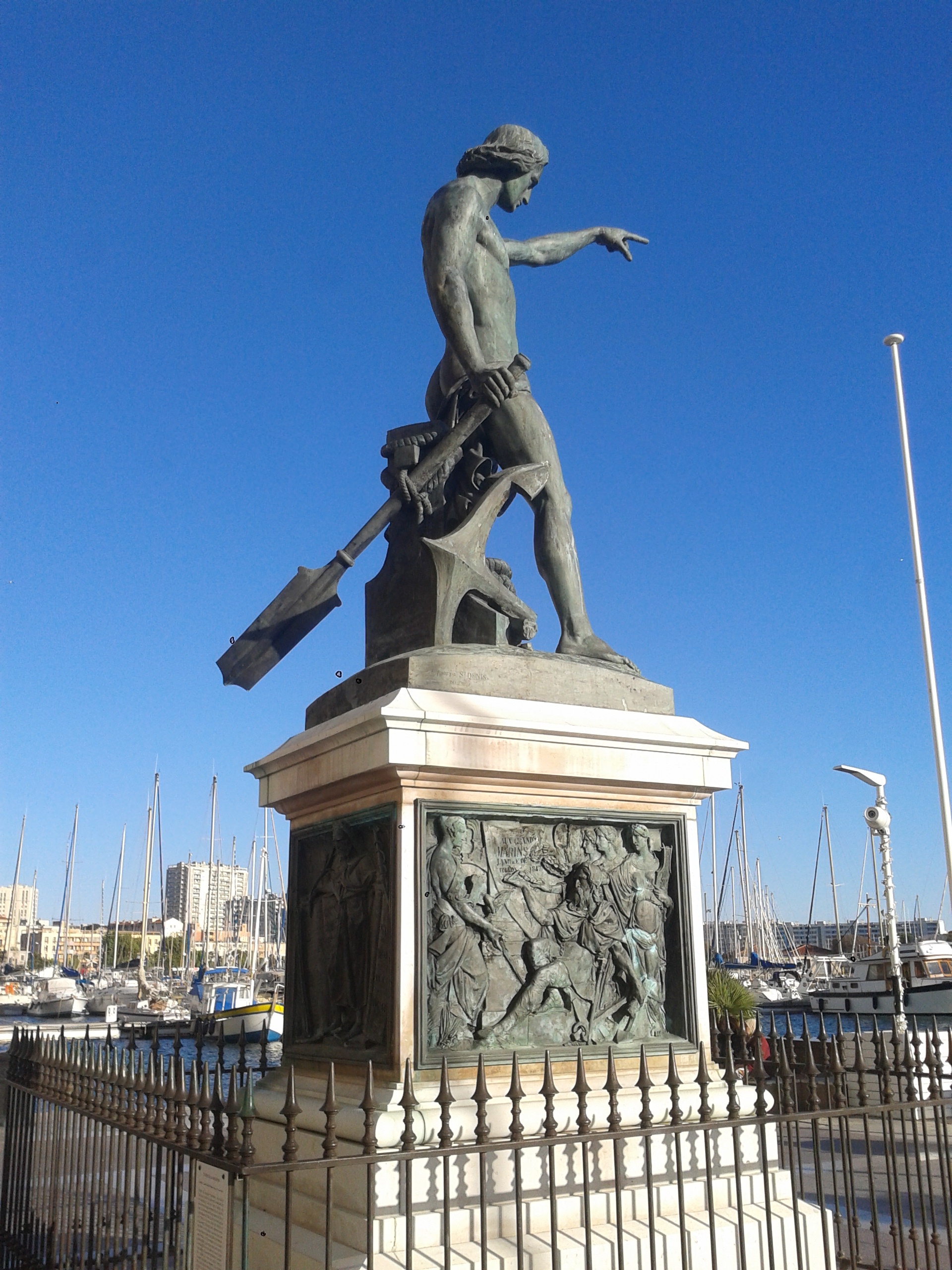
Le Génie de la navigation, Toulon.